# Lisala
Lisala é a capital da província de Mongala, ao noroeste da República Democrática do Congo. A cidade é atravessada pelo Rio Congo e é a terra natal do ex-presidente Mobutu Sese Seko. Tem 79 235 habitantes.